# Thekammina
Thekammina es un género de foraminífero bentónico de la subfamilia Stegnammininae, de la familia Stegnamminidae, de la superfamilia Saccamminoidea, del suborden Saccamminina y del orden Astrorhizida. Su especie tipo es Thekammina quadrangularis. Su rango cronoestratigráfico abarca el Silúrico inferior.

## Discusión
Clasificaciones previas incluían Thekammina en la Familia Psammosphaeridae, de la Superfamilia Astrorhizoidea, así como en el Suborden Textulariina y/o Orden Textulariida,.

## Clasificación
Thekammina incluye a las siguientes especies:
- Thekammina moremani †
- Thekammina quadrangularis †